# Prairie Rose
Prairie Rose es una ciudad ubicada en el condado de Cass en el estado estadounidense de Dakota del Norte. En el censo de 2010 tenía una población de 73 habitantes y una densidad poblacional de 687,45 personas por km².

## Geografía
Prairie Rose se encuentra ubicada en las coordenadas 46°49′2″N 96°50′7″O / 46.81722, -96.83528. Según la Oficina del Censo de los Estados Unidos, Prairie Rose tiene una superficie total de 0.11 km², de la cual 0.11 km² corresponden a tierra firme y (0%) 0 km² es agua.

## Demografía
Según el censo de 2010, había 73 personas residiendo en Prairie Rose. La densidad de población era de 687,45 hab./km². De los 73 habitantes, Prairie Rose estaba compuesto por el 100% blancos, el 0% eran afroamericanos, el 0% eran amerindios, el 0% eran asiáticos, el 0% eran isleños del Pacífico, el 0% eran de otras razas y el 0% pertenecían a dos o más razas. Del total de la población el 0% eran hispanos o latinos de cualquier raza.